# Egyptské vojenské letectvo
Egyptské vojenské letectvo (القوات الجوية المصرية, Al-Qūwāt al-Gawwīyä al-Miṣrīyä) je letecká odnož Egyptských ozbrojených síl a největší vojenské letectvo v Africe.

## Historie

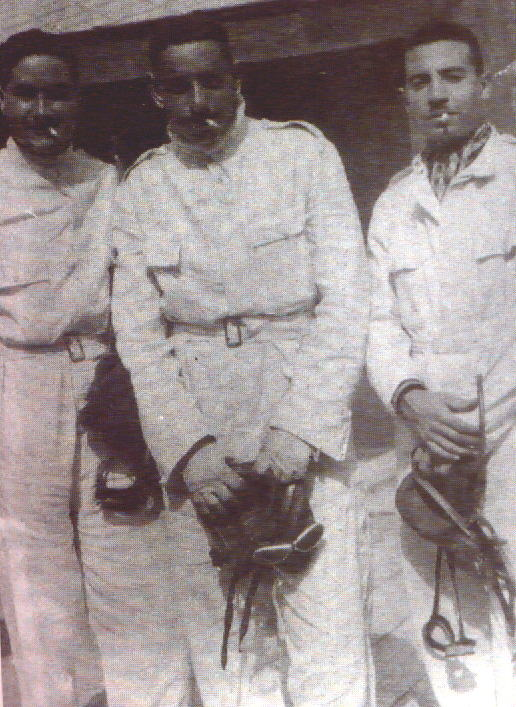
První 3 egyptští piloti

Královské Egyptské vojenské letectvo vzniklo v 1937 oddělením od armády. Během druhé světové války byly egyptské hranice ohrožovány postupujícími německými a italskými jednotkami. Britské královské letectvo výrazně rozšířilo své kapacity v Egyptě, avšak Egyptské letectvo zachovávalo téměř dokonce války neutralitu.
Po vyhlášení nezávislosti státu Izrael v roce 1948 se Egypt podílel spolu se státy arabské ligy na válce proti Izraeli. Egyptské letectvo zaútočilo na britskou leteckou základnu v Ramat David v domnění, že byla zabrána Izraelci. Během druhého náletu na základnu byla veškerá egyptská letadla sestřelena zkušenými britskými piloty.
V roce 1952 proběhl v Egyptě převrat vedený plukovníkem Násirem. Ten měl za následek vyhlášení republiky a na mezinárodním poli příklon země k Sovětskému svazu. Již v roce 1955 byla egyptskému letectvu dodána první letadla ze SSSR a letečtí instruktoři vyslaní z Československa započali se školením egyptských pilotů.
Po znárodnění Suezského průplavu Násirem v roce 1956 vypukla tzv. Suezská krize během níž bylo egyptské území napadeno vojsky Izraele, Francie a Spojeného království. Egypt byl v tomto konfliktu vojensky poražen. Cizí vojska se z jeho území musela, kvůli silnému diplomatickému tlaku supervelmocí, stáhnout. Následně byly v šedesátých letech britské stroje plně nahrazeny sovětskými a hlavní bojovou silou se staly stíhací letouny MiG-21.
V roce 1958 Egypt se Sýrií uzavřel svazek nazvaný Sjednocená arabská republika. Pro egyptské letectvo to znamenalo spojení se syrskými jednotkami.
V sedmdesátých letech se Egyptské ozbrojené síly zapojily do konfliktu v Severním Jemenu, kde podporovaly republikánské povstalce v boji proti Saúdské Arábii, Jordánsku, Íránu.
Egyptské letectvo vázané v Severním Jemenu bylo roku 1967 na začátku Šestidenní války překvapeno preventivním izraelským útokem, který zničil téměř veškeré jeho kapacity. Zničené stroje byly však s pomocí Sovětského svazu brzy nahrazeny. V následujících letech egyptské letectvo výrazně rozšířilo počet svých základen.
Když 6. října 1973 překročila egyptská vojska Suezský průplav začala Jomkipurská válka. Izraelské letectvo nedokázalo v této válce získat úplnou vzdušnou převahu. Egyptské letectvo v první fázi války nasadilo k útoku na izraelské pozice na Sinaji kolem 220 letounů. Egyptští piloti si také počínali zkušeněji, využívali možnosti podlétávání radaru.[zdroj?] Výraznou součástí bojů byla i protivzdušná obrana jejíž součástí byl i protiletadlový raketový komplet 2K12 Kub.
Významná letecká bitva proběhla 14. října u základny el-Mansourah. Během tohoto více než 50minutového střetnutí se více než 250 izraelských letadel pokusilo zničit egyptskou leteckou základnu el-Mansourah. Egypťanům se základnu podařilo ubránit.[zdroj⁠?!]
V červenci 1977 propukl konflikt mezi Egyptem a sousední Libyí, kterého se Egyptské letectvo rovněž účastnilo.

## Vybavení

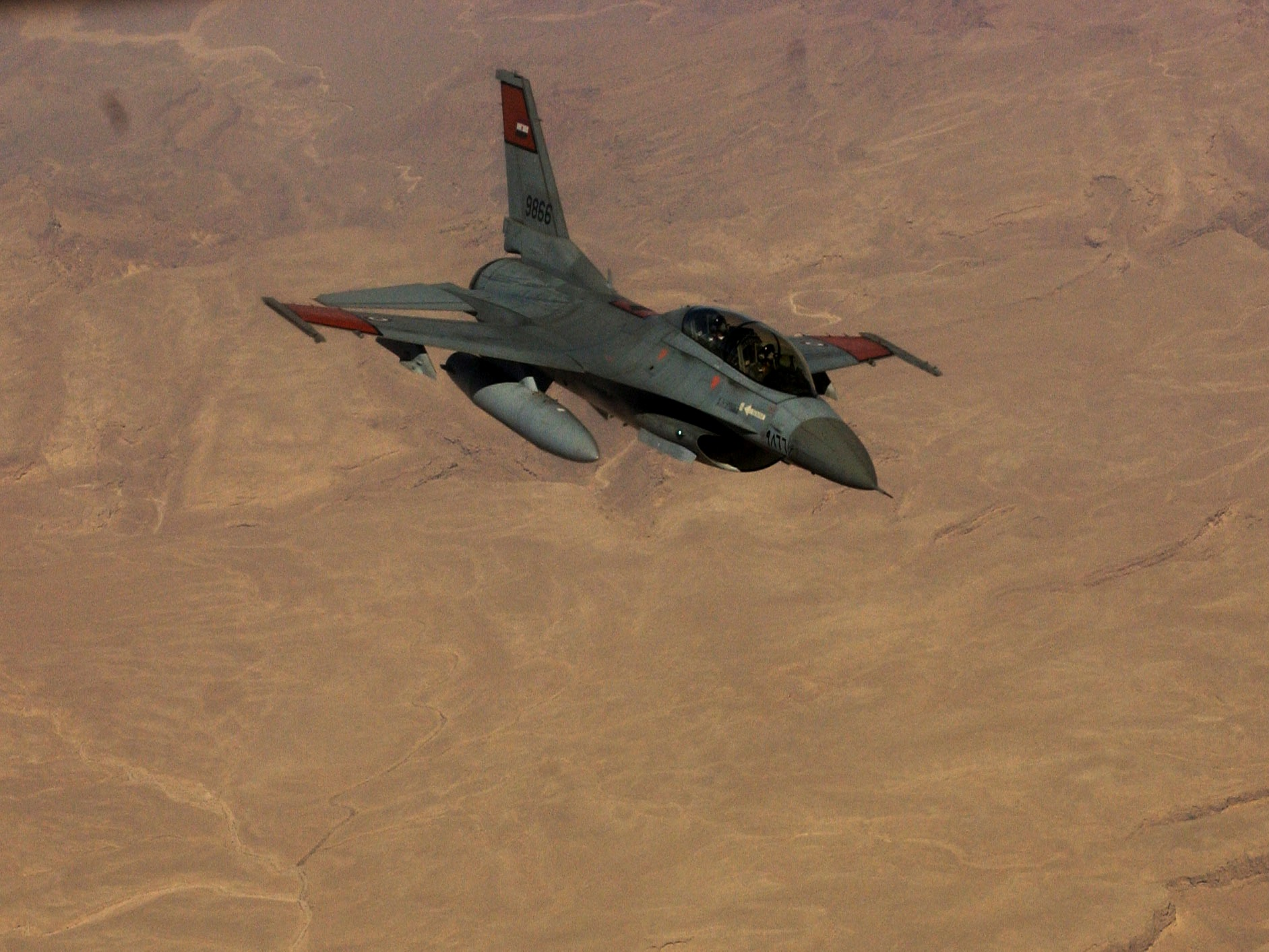
Egyptská F-16D

Jádro současných egyptských vzdušných sil tvoří: 240 stíhacích letounů Lockheed F-16 (186 ks verze F-16C, 54 ks verze F-16D); 18 ks Dassault Mirage 2000; 35 kusů bitevních vrtulníků AH-64D Apache; 60 ks Dassault Mirage 5; 32 ks McDonnell F-4E Phantom II; 62 modernizovaných MiG 21.[zdroj⁠?!]

### Další stroje
cvičné:
- Aero L-39 10 kusů; Aero L-59 47 kusů; Embraer EMB 312 Tucano 54 kusů; Grob G-115 74 kusů

transportní:
- Antonov An-74 9 kusů; Antonov An-24 3 kusy; Beechcraft 1900 8 kusů; Lockheed C-130 Hercules 26 kusů

včasného varování:
- E-2C Hawkeye 8 kusů

vrtulníky:
- Mi-17 51 kusů; Mi-8 42 kusů; Sikorsky UH-60A 22 kusů; Sikorsky UH-60M 8 kusů; Aérospatiale SA-342 Gazelle 84 kusů.[zdroj⁠?!]

## Přehled letecké techniky
- údaje podle Flightglobal.com.[1] z roku 2021

| Název                                 | Fotografie     | Původ                | Určení                                                             | Verze                        | Ve službě      | Poznámky |                |
| Bojové letouny                        | Bojové letouny | Bojové letouny       | Bojové letouny                                                     | Bojové letouny               | Bojové letouny | Bojové letouny | Bojové letouny |
| ------------------------------------- | -------------- | -------------------- | ------------------------------------------------------------------ | ---------------------------- | -------------- | --- | -------------- |
| Dassault/Dornier Alpha Jet            |                | Francie Německo      | lehký útočný letoun                                                | Alpha Jet MS2                | 13             | |                |
| Suchoj Su-35                          |                | Rusko                | víceúčelový bojový letoun                                          | Su-35SE                      | 5              | Dalších 21 objednáno. |                |
| Dassault Mirage 5                     |                | Francie              | stíhací letoun/stíhací bombardér/průzkumný letoundvoumístný letoun | Mirage 5E2/SDE/SDRMirage 5DD | 766            | |                |
| Dassault Mirage 2000                  |                | Francie              | víceúčelový bojový letoundvoumístný bojový letoun                  | Mirage 2000EMMirage 2000BM   | 154            | |                |
| Dassault Rafale                       |                | Francie              | víceúčelový bojový letoun/dvoumístný bojový letoun                 | Rafale EM/Rafale DM          | 24             | Objednáno dalších 30 kusů. |                |
| General Dynamics F-16 Fighting Falcon |                | USA                  | víceúčelový bojový letoundvoumístný bojový letoun                  | F-16A/CF-16B/D               | 16850          | |                |
| Chengdu J-7                           |                | Čína                 | stíhací letoun                                                     | F-7                          | 60             | Čínská kopie typu MiG-21. |                |
| McDonnell F-4 Phantom II              |                | USA                  | stíhací bombardér                                                  | F-4E                         | 34             | |                |
| MiG-21                                |                | Sovětský svaz        | stíhací letoun                                                     |                              | 54             | |                |
| MiG-29                                |                | Rusko                | víceúčelový bojový letoun                                          | MiG-29M/M2                   | 44             | Objednáno celkem 46 kusů jejichž dodávky byly zahájeny na podzim 2017. Egyptská exportní varianta MiG-29M/M2 vychází z typu MiG-35, ale je vybavena méně vyspělým radarem, avionikou a výzbrojí. |                |
| Speciální letouny                     |                |                      |                                                                    |                              |                | |                |
| Grumman E-2 Hawkeye                   |                | USA                  | AWACS                                                              | E-2C Hawkeye II              | 7              | |                |
| Dopravní a transportní letouny        |                |                      |                                                                    |                              |                | |                |
| Antonov An-74                         |                | Ukrajina             | taktický transportní letoun                                        |                              | 3              | |                |
| Beechcraft 1900                       |                | USA                  | užitkový/lehký dopravní letoun                                     |                              | 4              | |                |
| CASA C-295                            |                | Evropská unie        | taktický transportní letoun                                        |                              | 22             | Objednán ještě 1 kus. |                |
| de Havilland Canada DHC-5 Buffalo     |                | Kanada               | lehký transportní letoun vlastností STOL                           |                              | 8              | |                |
| Lockheed C-130 Hercules               |                | USA                  | taktický transportní letoun                                        | C-130H                       | 21             | |                |
| Vrtulníky                             |                |                      |                                                                    |                              |                | |                |
| Aérospatiale Gazelle                  |                | Francie              | ozbrojený vrtulník                                                 | SA342                        | 90             | |                |
| Agusta A109                           |                | Itálie               | lehký užitkový vrtulník                                            |                              | 3              | |                |
| Leonardo AW139                        |                | Itálie               | střední užitkový/transportní vrtulník                              |                              | 2              | |                |
| Boeing AH-64 Apache                   |                | USA                  | bitevní vrtulník                                                   | AH-64D                       | 46             | |                |
| Boeing CH-47 Chinook                  |                | USA                  | těžký transportní vrtulník                                         | CH-47D                       | 19             | Objednáno dalších 6 kusů. |                |
| Kaman SH-2 Seasprite                  |                | USA                  | námořní vrtulník                                                   | SH-2G Super Seasprite        | 11             | |                |
| Kamov Ka-52                           |                | Rusko                | bitevní vrtulník                                                   |                              | 46             | |                |
| Mil Mi-24                             |                | Rusko                | bitevní vrtulník                                                   |                              | 6              | |                |
| Mil Mi-8/Mil Mi-17                    |                | Sovětský svaz Rusko  | transportní vrtulník                                               |                              | 62             | |                |
| Sikorsky S-70                         |                | USA                  | transportní vrtulník                                               | S-70/UH-60M                  | 2              | Předběžně objednány další 4 kusy. |                |
| Leonardo AW149                        |                | Itálie               | lehký užitkový vrtulník                                            |                              | 0              | Objednáno 24 kusů. |                |
| Leonardo AW189                        |                | Itálie               | lehký užitkový vrtulník                                            |                              | 0              | Objednány 4 stroje. |                |
| Westland Sea King                     |                | Spojené království   | námořní vrtulník/transportní vrtulník                              | Sea King/Commando            | 23             | |                |
| Cvičná letadla                        |                |                      |                                                                    |                              |                | |                |
| Aero L-39 Albatros/Aero L-59 Albatros |                | Československo Česko | proudový cvičný a lehký bojový letoun                              |                              | 49             | |                |
| Dassault/Dornier Alpha Jet            |                | Francie Německo      | proudový cvičný a lehký bojový letoun                              | Alpha Jet MS1                | 27             | |                |
| Embraer EMB 312 Tucano                |                | Brazílie             | cvičný letoun                                                      |                              | 54             | |                |
| Grob G 115                            |                | Německo              | letoun pro základní výcvik                                         |                              | 74             | |                |
| Hongdu K-8 Karakorum                  |                | Čína                 | proudový cvičný a lehký bojový letoun                              |                              | 120            | |                |